# Cancel culture

Cancel culture (în traducere cultura anulării sau cultura anihilării; mai este numită în engleză call-out culture) este o formă modernă de ostracism, care presupune expulzarea cuiva din cercurile sociale sau profesionale – online pe media de socializare, în lumea reală, sau ambele. Oamenii supuși acestui ostracism se spune că sunt „anulați” ("canceled"). Conform dicționarului de limbă engleză Merriam-Webster, „a anula” ("cancel"), în contextul dat, înseamnă „a nu mai sprijini acea persoană”, în timp ce Dictionary.com, în secțiunea sa de cultură pop, definește "cancel culture" ca „retragerea sprijinului pentru (adică «anularea» a) persoane publice și companii după ce acestea au făcut sau au spus ceva considerat inacceptabil sau jignitor”. Expresia poartă în mare parte conotații negative și este invocată frecvent în dezbaterile privind libertatea de exprimare și cenzura.
Fiind o variantă a termenului call-out culture (în traducere literală „cultura denunțării”), noțiunea constituie o formă de boicot care implică o persoană (de obicei o celebritate) despre care se consideră că a procedat sau a vorbit într-o manieră discutabilă sau controversată.
Consecințele acestei practici pentru persoanele care se consideră victime ale ei pot implica pierderea, uneori definitivă, a reputației și a surselor de venit.

## Analiză științifică
Potrivit psihologului social Jonathan Haidt, call-out culture s-a format în ceea ce el numește "safetyism" („siguranț-ismul”) din mediul universitar. Keith Hampton, profesor de studii media la Michigan State University, a opinat că practica contribuie la polarizarea societății americane, dar nu provoacă schimbări de opinie. Unii studenți se tem să-și exprime unele idei care consideră că ar putea fi văzute ca nepopulare, de teamă să nu fie denunțați pe rețelele de socializare, iar în consecință aceștia pot evita să pună întrebări. Prevalarea call-out culture poate face ca grupurile marginalizate „să ezite și mai mult să vorbească despre ceea ce consideră că este corect”.
Cancel culture a fost, de asemenea, descrisă de o altă cercetătoare a studiilor media, Eve Ng, ca „un cor de voci de obicei marginalizate, care denunță în mod pretențios o personalitate”. Savantul în studii culturale Frances Lee a afirmat că call-out culture duce la filtrarea propriilor opinii „greșite, opresive sau inadecvate”. Potrivit lui Lisa Nakamura, profesor de studii media de la Universitatea din Michigan, „anularea” cuiva este o formă de „boicot cultural”, iar „cultura anulării” este „expresia desăvârșită a influenței” care „se naște din dorința de a avea control [deoarece] oamenii au putere limitată în a decide ce li se prezintă pe rețelele de socializare și din nevoia de un sistem de responsabilizare necentralizat”.
Unii universitari au propus alternative și metode de ameliorare ale acestei practici. Anita Bright, care este profesor de multiculturalism critic, a chemat spre „recunoaștere” (calling in) în favoarea „denunțării” (calling out), pentru a practica responsabilizarea într-o lumină „mai umană, mai umilă și îndreptată spre consens”. Conform consilierei Anna Richards, specializată în medierea conflictelor, pentru ca call-out culture să funcționeze în mod productiv, este necesar „să înțelegem care este propria noastră motivație atunci când criticăm”.

## Reacții
Expresia "cancel culture" poartă în mare parte conotații negative și este utilizată des în dezbaterile privind libertatea de exprimare și cenzura.
Fostul președinte american Barack Obama a avertizat despre impactul negativ al call-out culture pe rețelele de socializare, declarând: „Oamenii care fac fapte foarte bune au și ei defecte. Oamenii cu care lupți probabil își iubesc copiii și, știi, fac și alte lucruri la fel ca tine.” Și fostul președinte american Donald Trump a criticat cancel culture într-un discurs din iulie 2020, comparând-o cu totalitarismul și declarând că aceasta este o armă politică folosită pentru a-i pedepsi și a-i face de rușine pe disidenți, concediindu-i și cerându-le supunere.

### Scrisoare deschisă
La 7 iulie 2020, revista americană Harper's a publicat pe site-ul său web o scrisoare deschisă intitulată „A Letter on Justice and Open Debate” („O scrisoare despre corectitudine și dezbateri libere”), cunoscută popular ca „Harper's Letter” („Scrisoarea Harper's”). Aceasta a fost semnată de 153 de personalități notabile și conține critici împotriva a ceea ce ei numesc „iliberalism”, cât și împotriva acelei cancel culture care se răspândește în societate. Scrisoarea conține o serie de argumente destinate să descurajeze „intoleranța la punctele de vedere opuse, o modă nouă a denunțării publice și ostracismului și tendința de a dizolva chestiuni politice complexe cu o certitudine morală înșelătoare”. Dalvin Brown, unul din redactorii USA Today, a descris scrisoarea ca marcând un „punct culminant” în dezbaterea pe această temă.
Scrisoarea Harper's a fost criticată printr-un răspuns închegat de conferențiarul Arionne Nettles cu semnăturile a 160 de persoane din mediul academic și din mass-media, intitulat "A More Specific Letter on Justice and Open Debate" („O scrisoare mai specifică despre corectitudine și dezbateri libere”). Semnatarii consideră că cererea de a pune capăt „culturii anulării” a venit de la profesioniști de succes cu acces la platforme mari, fiind excluși chiar acei oameni care au fost „«anulați» de mai mult timp”.

### Opinia publică din Statele Unite
Un sondaj efectuat de Morning Consult în iulie 2020 printre americanii cu drept de vot a dezvăluit că cancel culture, definită ca „practica de a retrage sprijinul pentru (sau a «anula») persoane publice și companii după ce au făcut sau au spus ceva considerat inacceptabil sau jignitor”, era un fenomen obișnuit: 40% dintre respondenți au declarat că au încetat să mai sprijine anumite persoane publice și companii, inclusiv pe rețelele de socializare, după ce acestea au făcut sau au spus ceva considerat inacceptabil sau jignitor; 8% au spus că fac des acest lucru. Comportamentul diferă în funcție de vârstă: majoritatea (55%) dintre alegătorii cu vârsta cuprinsă între 18 și 34 de ani au recunoscut că au luat parte la cancel culture, în timp ce doar 32% dintre alegătorii de peste 65 de ani au declarat același lucru. Atitudinea față de cancel culture a fost mixtă, 44% dintre respondenți spunând că o dezaprobă, 32% că o aprobă, iar 24% nu știau sau nu aveau o opinie. Mai mult, 46% au fost de părere că cancel culture a mers prea departe, doar 10% considerând că ea trebuie să meargă și mai departe. Majoritatea (53%) credeau că oamenii ar trebui să se aștepte la consecințe de ordin social pentru exprimarea în public a opiniilor nepopulare, în special a celor care pot fi interpretate ca fiind profund ofensatoare în raport cu alte persoane.

### Critică
Unii jurnaliști nu văd în cancel culture un fenomen propriu-zis. Connor Garel de la Vice a afirmat că aceasta „rareori demonstrează vreun efect palpabil sau semnificativ asupra vieții și confortului celor «anulați»”.
Istoricul C. J. Coventry susținea că termenul a fost aplicat incorect, el reflectând mai degrabă tendința oamenilor de a șterge din istorie momentele marcate de nedreptate:
„Deși sunt de acord că limita dintre dezbatere și opresiune este depășită uneori de așa-numita stângă, e aproape sigur că adevărata «cultură a anulării» este cultivată de cei care utilizează termenul. Dacă ne uităm la istoria australiană, dar și la cea europeană sau americană, observăm multiple exemple în care oamenii care denunță nedreptatea sunt în schimb persecutați. Pot enumera mai mulți oameni ai timpurilor noastre care sunt persecurați de guverne care se cred democratice pentru că au dezvăluit informații incomode.”
Un alt istoric, David Olusoga, a expus o opinie asemănătoare:
„Cel mai mare mit legat de «cultura anulării» este că acesta ar exista doar pe stânga. În ultimii 40 de ani, ziarele de dreapta au luptat neîncetat ca să discrediteze și într-un final să anuleze televiziunea națională [BBC], fiind motivate de ambiții financiare și politice.”
Pam Palmater al revistei Maclean's a scris că cancel culture nu este același lucru ca responsabilizarea, invocând aceste practici în articolul său despre reacția publică din jurul politicienilor canadieni care au plecat în vacanță în timpul COVID-19, în ciuda regulilor pandemiei.

## Exemple
Olivia Pierson, un blogger și autor de dreapta din Noua Zeelandă, a susținut că a fost o victimă a cancel culture după ce rețeaua de magazine Mighty Ape a retras cartea sa Western Values Defended: A Primer de pe rafturi, ca răspuns la un tweet al său în care lua în derâdere tatuajele faciale tradiționale ale noii ministre neozeelandeze de externe Nanaia Mahuta⁠(en)[traduceți]. Colegul său, blogger-ul Cameron Slater, a găsit poziția magazinului ca fiind ipocrită, atâta timp cât acesta continuă să păstreze în stoc cărți de Oswald Mosley și Joseph Goebbels.

## În cultura populară
Serialul american de desene animate South Park a parodiat cancel culture prin propria sa campanie "#CancelSouthPark" în timpul promovării sezonului al 22-lea. În cel de-al treilea episod al sezonului, "The Problem with a Poo", există trimiteri la documentarul The Problem with Apu, anularea show-ului Roseanne după tweet-urile controversate ale actriței Roseanne, cât și audierile judecătorului Curții Supreme Brett Kavanaugh.
Dixie Chicks și Bill Maher s-au declarat victime ale cancel culture.
În 2019, practica a fost abordată ca temă principală în spectacolele de comedie stand-up Sticks & Stones de Dave Chapelle și Paper Tiger de Bill Burr.